# أسفلت 7: اللهيب
أسفلت 7: اللهيب هي لعبة فيديو سباقات على الجوال من سلسلة أسفلت، ومن تطوير جيم لوفت. تم إصدارها في 21 يوليو 2012 على نظام تشغيل اي او اس، وفي 29 يوليو في الأندرويد

## اللعب
طريقة اللعب في أسفلت 7 مشابهة كثيراً لطريقة اللعب في سلسلة أسفلت، مع إعطاء اللاعب الخيار في التحكم بالسيارة إما بإمالة الجهاز أو لمس جوانب الشاشة للقيادة. تحتوي اللعبة أيضاً على صيغة اللاعبين المتعددين على الإنترنت، لكل من الشبكة المحلية عن طريق شبكة الإنترنت أو البلوتوث، والشبكة العالمية عن طريق الاتصال بالإنترنت.

## المواقع
تميز اللعبة بشكل عام بنفس مسارات أسفلت 6: أدرينالين، بالرغم من إضافة بعض المسارات الجديدة، وفقدان بعض المسارات من اللعبة السابقة بسبب مساحة التخزين الكبيرة

## السيارات
تحتوي أسفلت 7: اللهيب على 64 سيارة مقسمة إلى 7 درجات بناء على صفوفها المتتابعة

## الاستقبال
عقب إصدارها، تلقت أسفلت 7: اللهيب بشكل عام آراء إيجابية مع 83 نقطة على ميتا كريتيك
اي جي إن أعطت اللعبة 8 من 10 مع خاتمة لجورج روش "إذا كنت من معجبي أسفلت مثلي فسوف تحب اللهيب.